# L'Usage de la photo
L'Usage de la photo est un ouvrage « photobiographique » réalisé par le photographe Marc Marie et l'écrivaine Annie Ernaux,  publié en 2005 chez Gallimard. Prolongeant des réflexions antérieures d'Annie Ernaux sur le rôle de la photographie, il intègre des clichés de la vie amoureuse ou intime du couple autour desquels sont composés les textes. Il raconte en même temps les épreuves rencontrées par l'autrice atteinte d'un cancer du sein.

## Contenu
L'ouvrage est coécrit par Annie Ernaux avec son amant d'alors, Marc Marie. Ensemble, entre mars 2003 et janvier 2004, ils ont pris dans la maison de Cergy des photos constituant une trace de leurs relations intimes et du combat de l'autrice contre son cancer du sein. 14 de ces photos ont ensuite été mises en page, et  commentées. À travers des photos de tas de vêtements abandonnés et redécouverts au petit matin, ce sont les thèmes du désir, de la douleur et de la maladie qui sont abordés,.

## Analyse
L'Usage de la photo est à l'opposé de L'Image fantôme, d'Hervé Guibert auquel il fait pourtant songer par sa fascination pour le désir que la photo provoque et fixe. Les photos sont pour Hervé Guibert l'origine de fantasmes et de fictions. Pour Annie Ernaux, elles sont des traces de réalité vécue.